# Chlorophorus hungaricus
Chlorophorus hungaricus är en skalbaggsart som beskrevs av Georg Karl Maria Seidlitz 1891. Chlorophorus hungaricus ingår i släktet Chlorophorus och familjen långhorningar. Inga underarter finns listade i Catalogue of Life.